# Smrčina

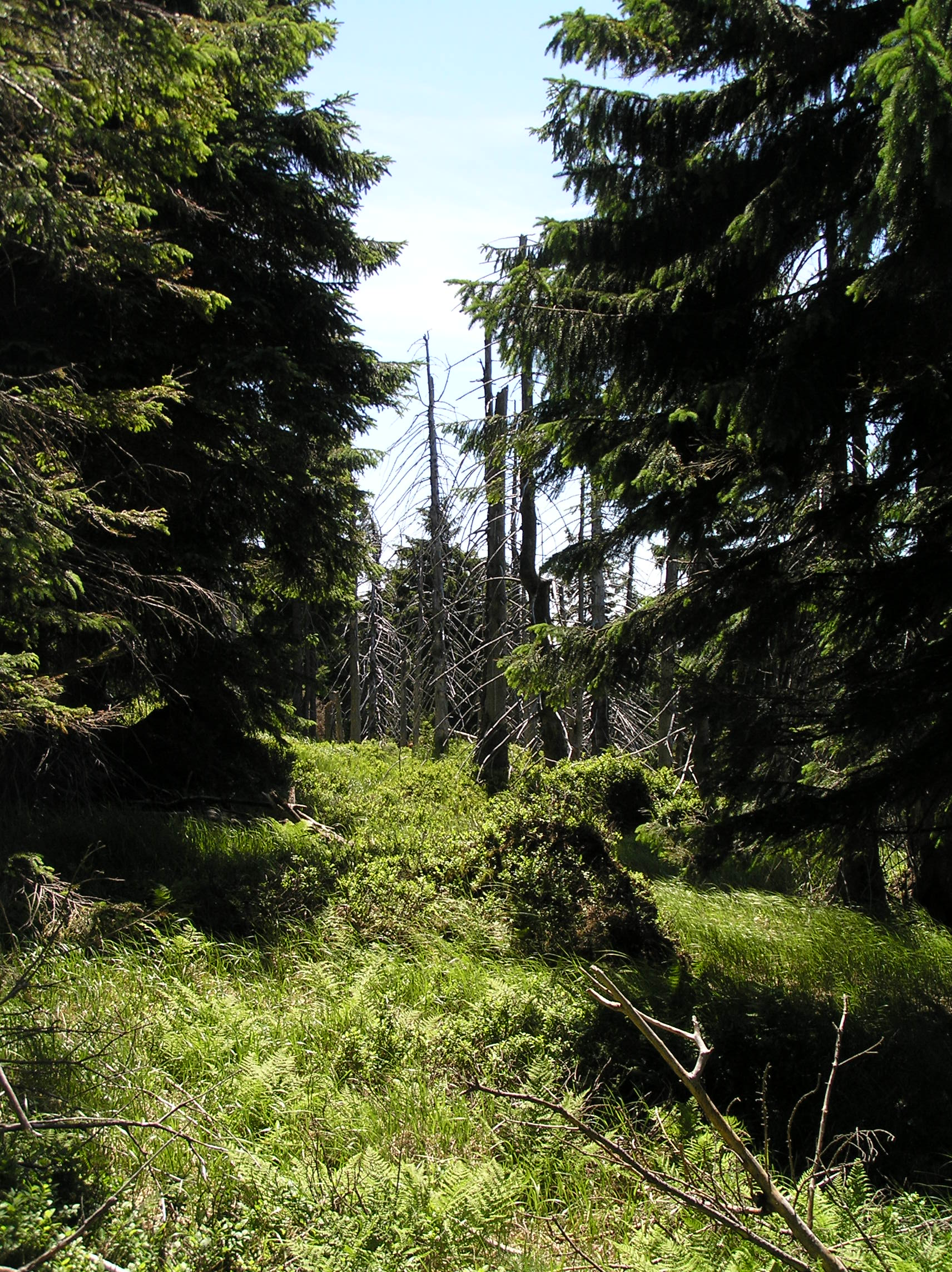
Horská smrčina v PR Prales Jizera

Smrčina je rostlinné společenstvo s dominancí smrku (Picea). Ve střední Evropě se jedná zpravidla o smrk ztepilý (Picea abies), jinde, např. v Asii nebo Severní Americe, tvoří dominantu stromového patra přirozených smrčin jiné druhy smrků. Z hlediska původu můžeme středoevropské smrčiny rozdělit na přirozené neboli primární smrčiny a kulturní neboli sekundární smrčiny.

## Přirozené a kulturní smrčiny

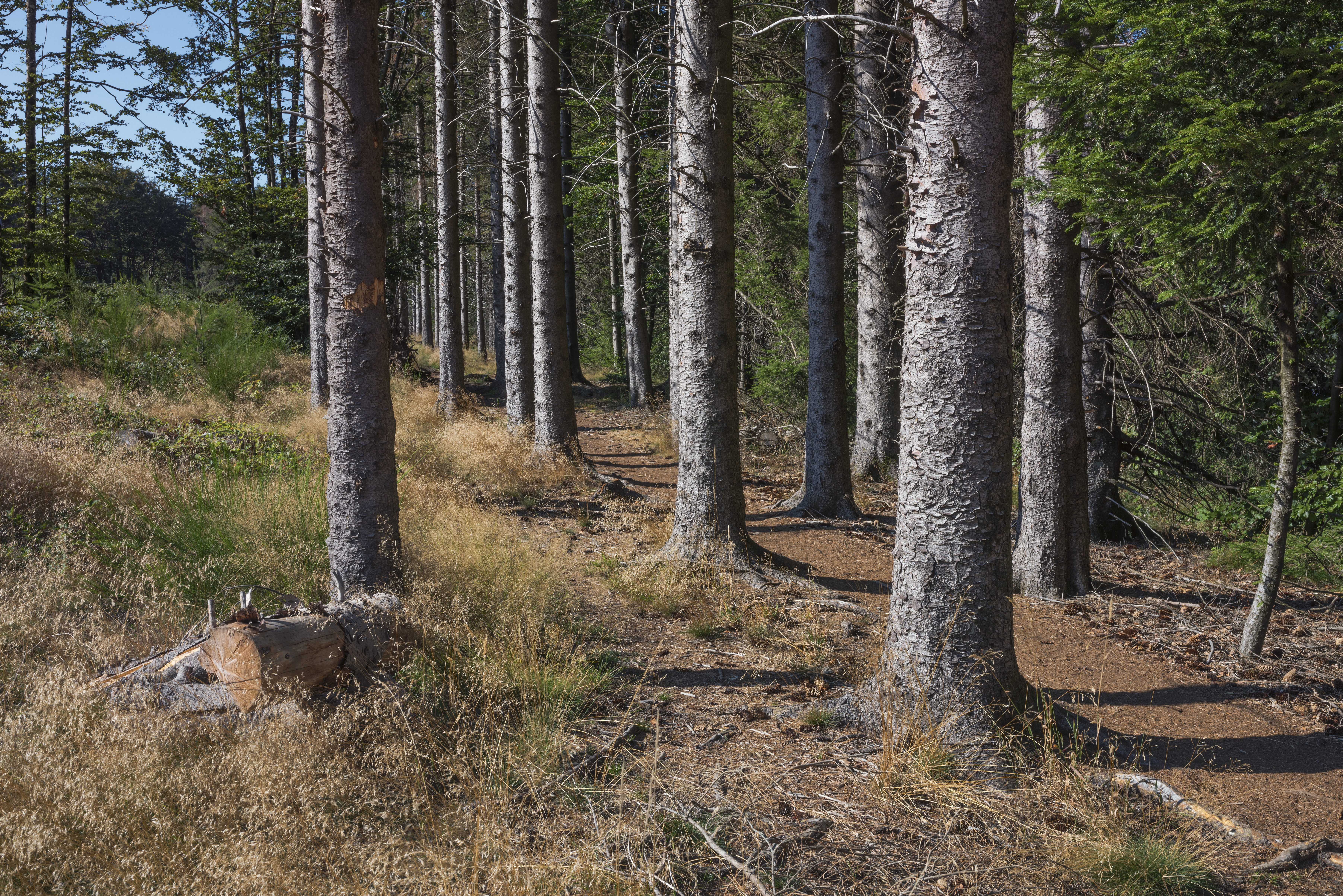
Okraj paseky v hospodářské smrčině

Přirozená smrčina je smrčina, která se vyskytuje na stanovišti smrčin. Může být pralesního charakteru, nebo všelijak člověkem ovlivněná. Přirozený výskyt smrku zteplilého je však mnohem širší než rozšíření přirozených smrčin. Smrk bývá v různém poměru součástí i jiných společenstev. Především to jsou horské bučiny, kde smrk někdy tvoří významnou složku stromového patra. Společenstva horských smrčin a horských bučin do sebe často plynule přecházejí, bez ostré a jasné hranice. Smrk ztepilý může být složkou i v dalších typech společenstev, např. některých typů lužních lesů, např. tzv. smrkových olšin aj.
Sekundární smrčina je smrčina podmíněná činností člověka v minulosti a vesměs zaujímá stanoviště jiných společenstev, často ve formě hospodářské monokultury. Nejčastěji jsou to původní stanoviště bučin, méně často i dubohabřin, luhů, doubrav atd. Sekundární smrčiny můžeme najít na stanovištích horských bučin, kde mohou plynule přecházet do přirozených smrčin. Mohou se ale nacházet i v nižších polohách, kde je smrk původní jen jako velmi minoritní dřevina na některých stanovištích. Někdy najdeme sekundární smrčiny i mimo přirozený areál smrku.

## Přirozené smrčiny ve střední Evropě

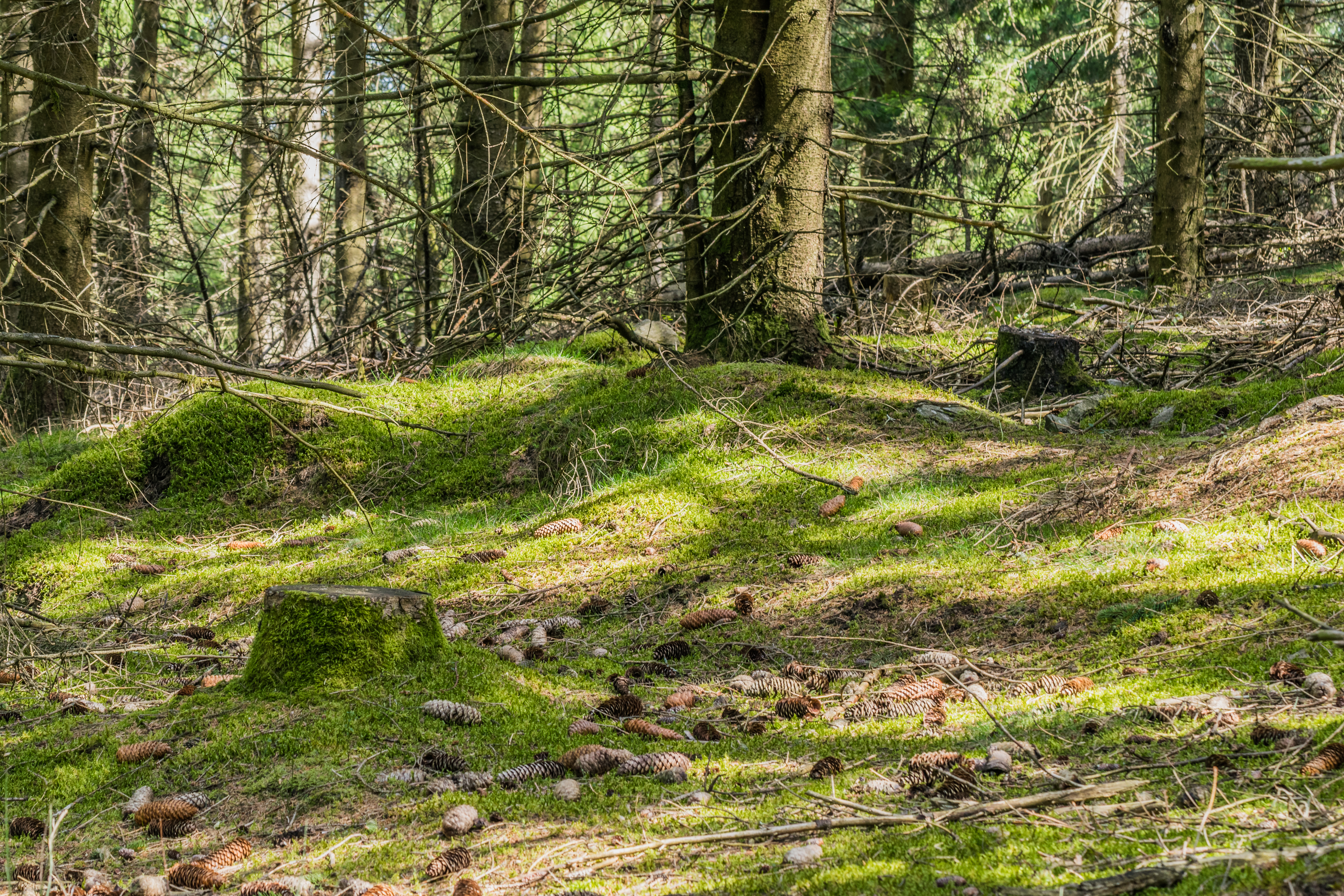
V bylinném patře smrčin často zcela převládají mechy

Přirozená smrčina je ve středoevropských podmínkách většinou lesem vyšších poloh až hor, řidčeji (v případě podmáčených smrčin) i středních poloh. Obvykle se jedná o zapojené, stinné lesy na kyselých půdách, s chudým keřovým a bylinným patrem, ve kterém výrazně převládají mechorosty. Lze je rozdělit do dvou hlavních skupin:

### Horské smrčiny
Jedná se o lesní společenstvo středoevropských hor, které často i tvoří horní hranici lesa. Vyskytuje se v hercynských pohořích, v Alpách a vyšších Karpatech. V České republice jsou vázány výhradně na oreofytikum (sudetská pohoří, Moravskoslezské Beskydy, Brdy). Dominantní dřevinou je smrk ztepilý (Picea abies), pravidelnou příměsí je jeřáb ptačí (Sorbus aucuparia). V Alpách a Karpatech může být jako příměs i modřín opadavý (Larix decidua) nebo borovice limba (Pinus cembra). Někdy, hlavně na plynulém přechodu společenstva smrčiny k horským bučinám, mohou být jako příměs i další dřeviny, jako buk lesní (Fagus sylvatica), jedle bělokorá (Abies alba) či javor klen (Acer pseudoplatanus). Z bylin se v těchto smrčinách vyskytují acidofilní traviny (třtina chloupkatá, metlička křivolaká, bika lesní), kapradiny (kapraď rozložená, žebrovice různolistá, papratka horská), plavuně (vranec jedlový, plavuň pučivá) a mnoho druhů mechů. Kvetoucí rostliny představují horské druhy jako podbělice alpská, čípek objímavý, sedmikvítek evropský, případně porosty brusnic.

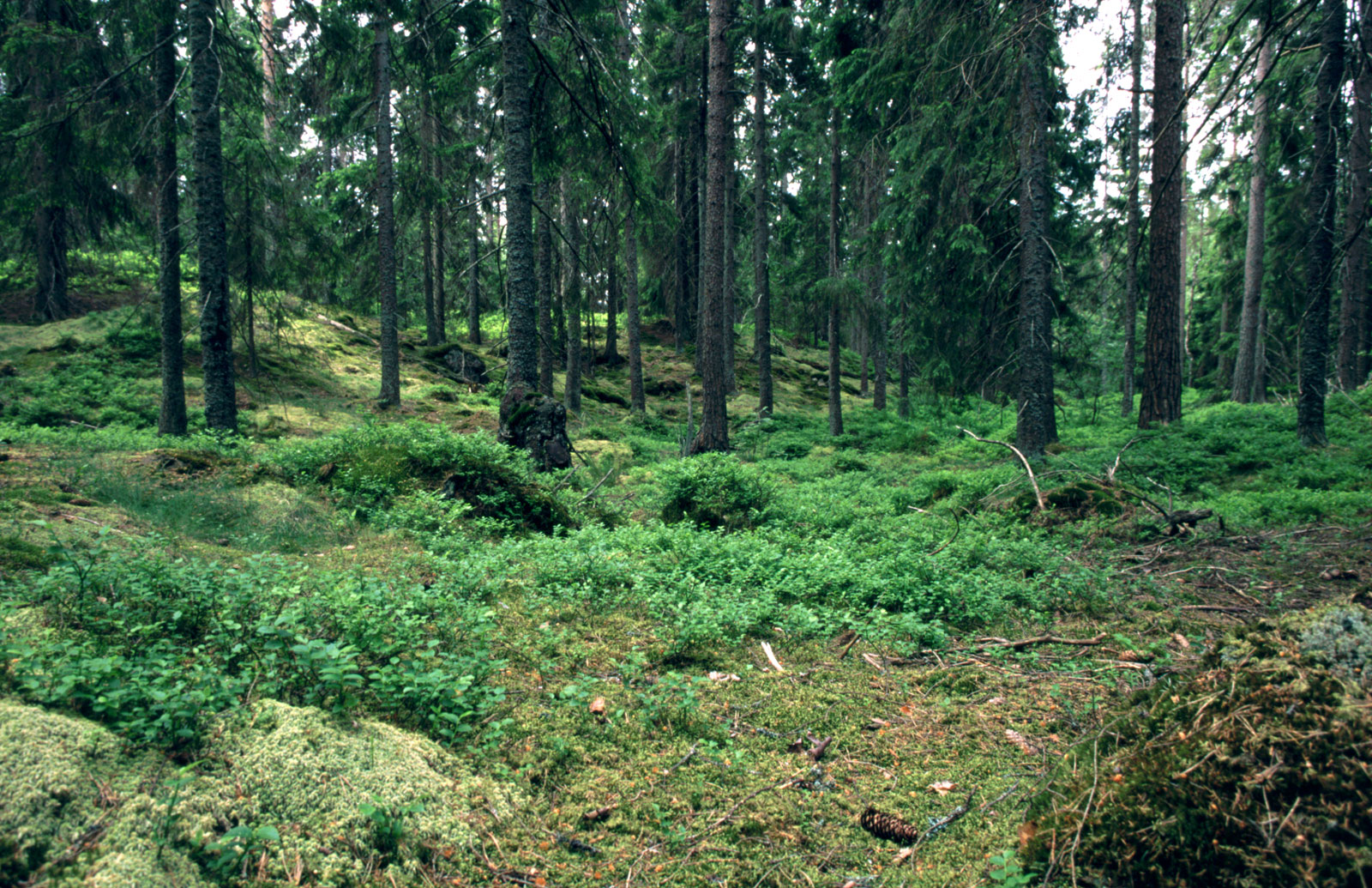
Vlhká smrčina ve Švédsku

### Podmáčené smrčiny
Jedná se o smrčiny na stanovištích se stagnující vodou. Mohou se vyskytovat jak v oblasti horských smrčin, tak i v nižších polohách v rámci bučin, kdy výskyt buku a jedle je omezen z důvodu silného podmáčení (Českomoravská vrchovina, Žďárské vrchy, Slavkovský les). Dominantním prvkem stromového patra bývá smrk ztepilý (Picea abies), přimíšenými dřevinami mohou být např. olše lepkavá (Alnus glutinosa), bříza bělokorá (Betula pendula), bříza pýřitá (Betula pubescens), krušina olšová aj. V bylinném patře rostou brusnice, vlhkomilnější traviny (např. bezkolenec modrý, růzé ostřice a sítiny), přeslička lesní, papratka samičí a podobné druhy jako v horských smrčinách.
Někdy se rozlišuje podmáčená smrčina a smrčina rašelinná. Rašelinné smrčiny se nacházejí na rašeliništi, kde mocnost rašeliny není tak velká a dovoluje existenci stromového patra. Dominantní složkou mechového patra jsou rašeliníky (Sphagnum sp.). Pokud je mocnost rašeliny větší, rašelinná smrčina se stává extrémní a zakrslou; pokud je ještě větší, vzniká nelesní rašeliniště.